# 大管区指導者

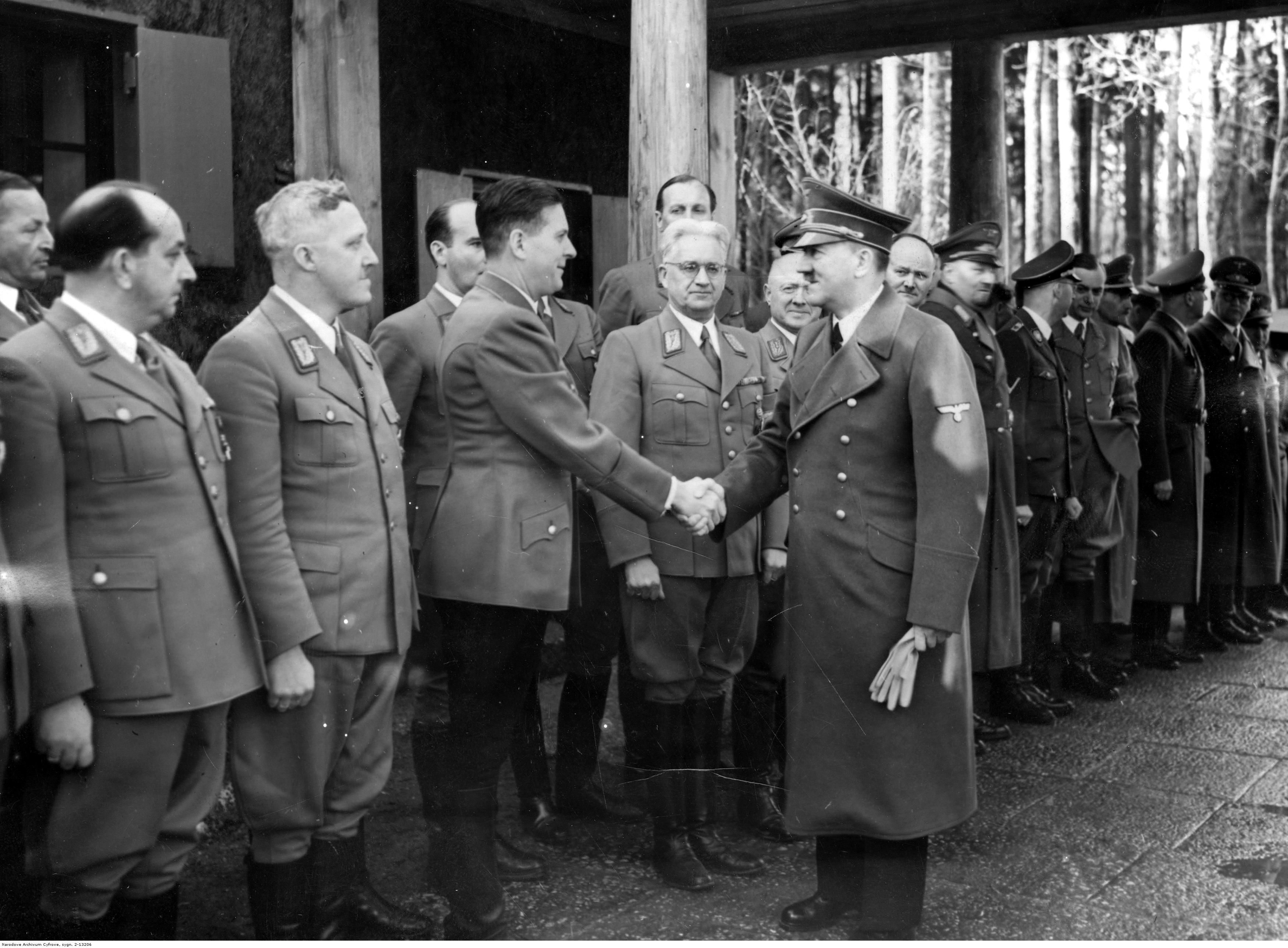
ヒトラーと挨拶を交す各地の大管区指導者（1943年2月7日、総統大本営）

大管区指導者（だいかんくしどうしゃ、独: Gauleiter、ガウライター）とは、国民社会主義ドイツ労働者党（ナチ党）の役職であり、党の地区区分である大管区の指導者を指す。
ナチ党政権下のドイツにおいては、地方の最高権力者として扱われ、後に設置される帝国大管区においても同じ役職が設置された。

## 語源
ドイツ語においてLeiterは「指導者」を意味している。また、Gau（ガウ）は、古フランク語のGaugraf（ガウグラーフ）に由来しており、これはイギリスのシャイアに近い地方区分の概念である。ガウはナチ党が彼らの目的のために中世ドイツから復活させた古語の一つであった。

## 歴史
ミュンヘン一揆の失敗以後、活動を禁止されたナチ党は組織の再編成を行っており、1925年に大管区指導者の称号が作られた。1928年までに大管区指導者は党内の階級にもなり、最終的に全国指導者の次席となった。1933年のナチ党の権力掌握後は、大管区指導者の多くが国家代理官に任命され、それまで存在した地方自治体に代わり、ナチ党による全国支配を実行することとなった。第二次世界大戦勃発直後の1939年9月には、国家防衛委員を兼任し、地域防衛の責任者となったことで、さらに権力は大きくなった。

## 政治的位置

副大管区指導者の制服姿の党員(中央)とアウグスト・フォン・マッケンゼン(右)

名目上、大管区指導者はナチ党地方組織の調整のための役職であり、その上で地方自治への助言を行う党地方組織の代表であったが、実際には各地域における最高統治者であった。本来行政などを担当する地方政府は、大管区指導者の命令を追認するのみの存在と化していた。
大管区指導者は、ドイツにおけるガウの最上級政治指導者であり、ライヒの下にはガウ（州、県、行政区）、その下にクライス（Kreis、郡、独立市）、さらにその下にオルト（Ort、地区、市）が存在していた。さらにその下部に2つの地方組織、ツェレ（Zelle、細胞）とブロック（Block、街区）が存在していた。これらの政治指導者は制服を着用し、襟章や腕章などでその地位を示した。
党内序列においては、全国指導部を構成する全国指導者の下位にあたるが、ヨーゼフ・ゲッベルスは全国宣伝指導者となってからも、ベルリンの大管区指導者を兼任していた。次席には大管区指導者代理（Stellvertretender Gauleiter、副大管区指導者とも）が設置されている。

## 記章

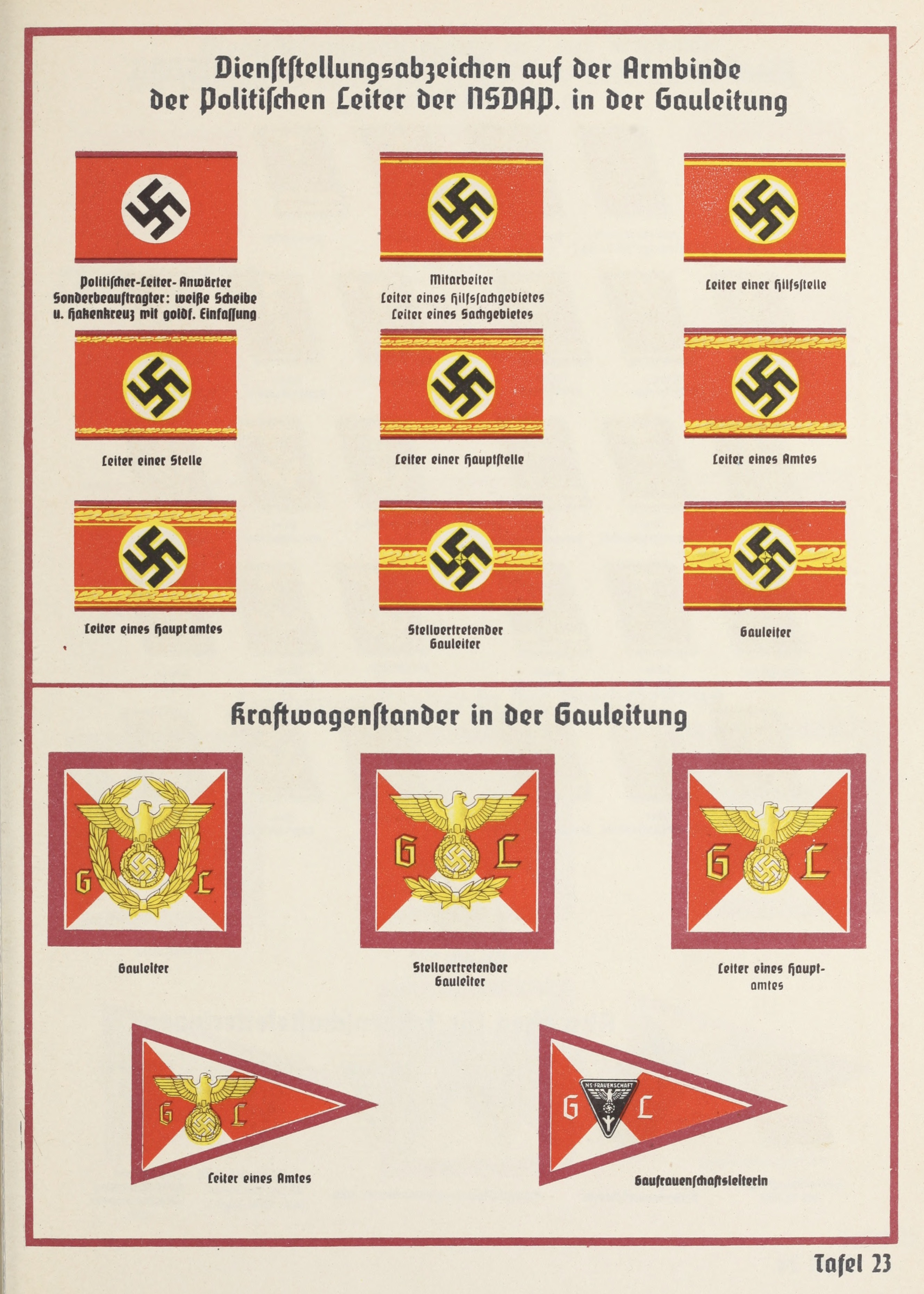
大管区指導部職員の腕章（1938年）
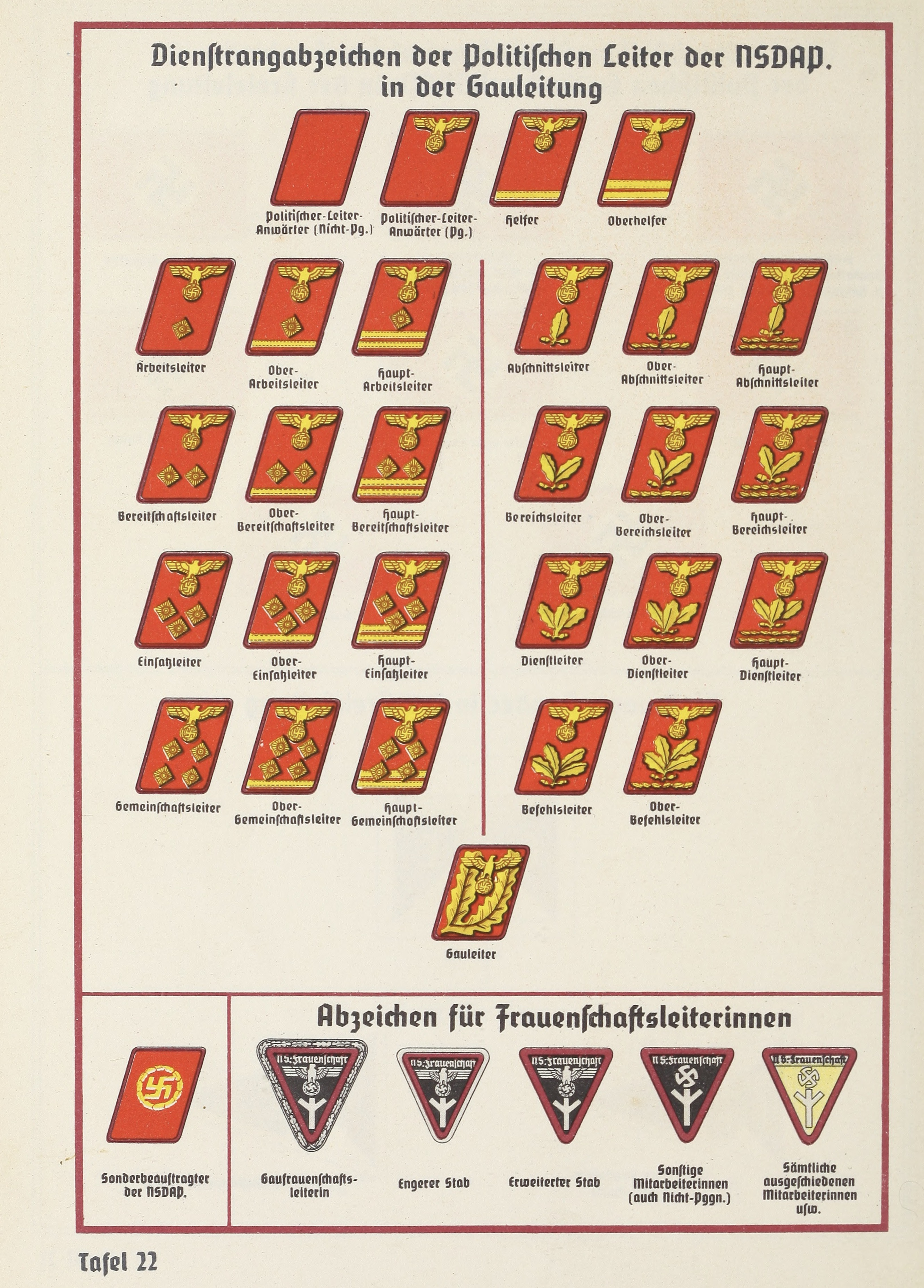
1938年以降の大管区指導部に配属される党員の階級区分（襟章）
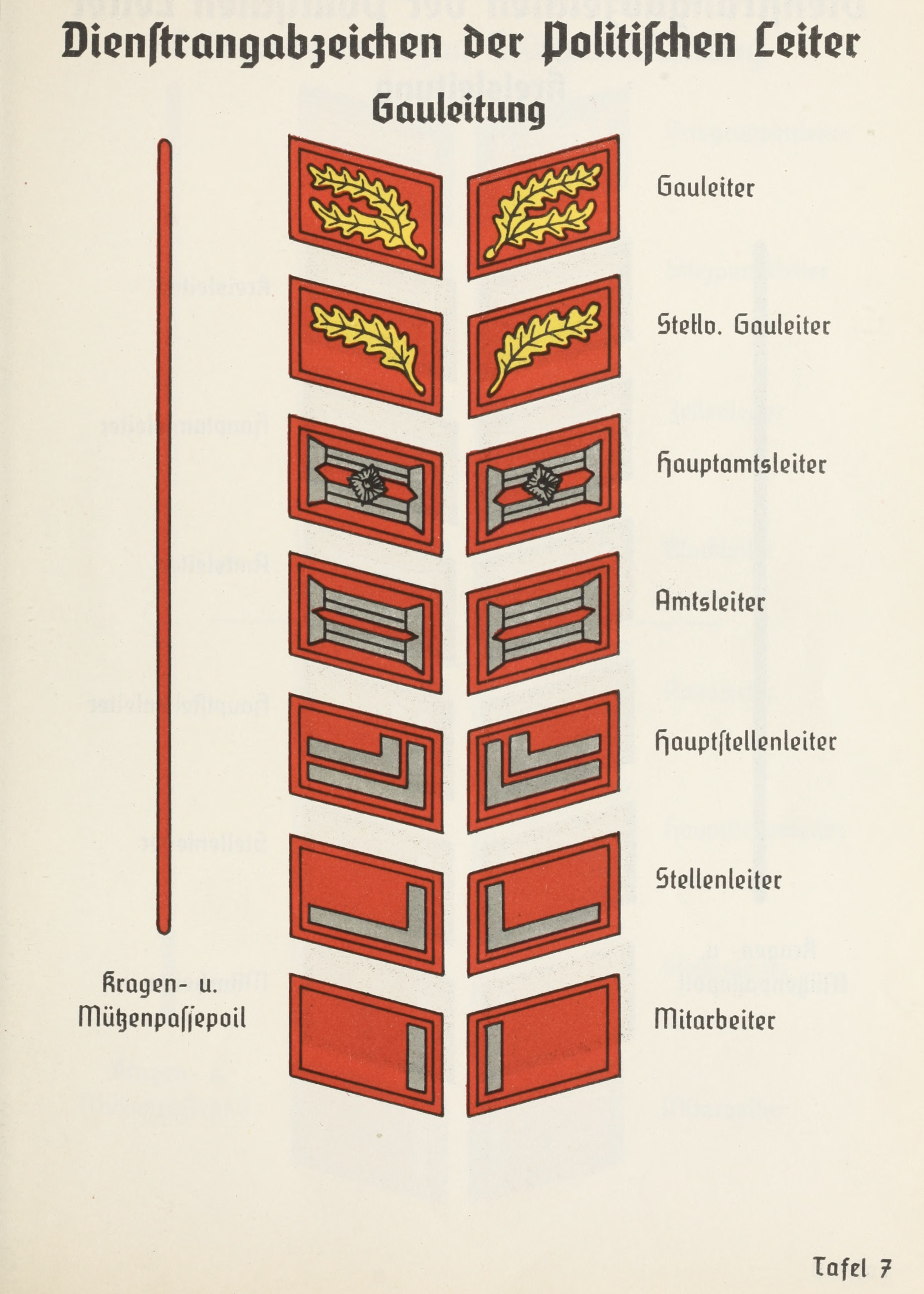
1938年までの大管区指導部の襟章
1932年制定の大管区指導者用襟章
1934年制定の大管区指導者用襟章
1934年制定の副大管区指導者用襟章
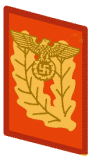
1939年制定の大管区指導者用襟章
1930-34年までの大管区指導者用腕章
1939年採用の大管区指導者用腕章
1939年採用の副大管区指導者用腕章
大管区指導者の車両用ペナント